# Dominikana na Letnich Igrzyskach Olimpijskich 2004
Dominikanę na XXVIII Letnich Igrzyskach Olimpijskich w Atenach reprezentowało 33 sportowców (16 kobiet i 17 mężczyzn) w 9 dyscyplinach. Był to 11 start Dominikańczyków na letnich igrzyskach olimpijskich.

## Zdobyte medale
| Medal | Zawodnik      | Dyscyplina sportowa | Konkurencja                         |
| ----- | ------------- | ------------------- | ----------------------------------- |
| Złoto | Félix Sánchez | Lekkoatletyka       | bieg na 400 m przez płotki mężczyzn |